# Горный (Бурятия)
Го́рный — посёлок в Кабанском районе Бурятии. Входит в городское поселение «Каменское».

## География
Расположен у северо-западных предгорий Хамар-Дабана, по южной стороне федеральной автомагистрали Р258 «Байкал» и Транссибирской магистрали (о. п. Песчаный карьер), в 13 км к западу от посёлка городского типа Каменска, в 4 км к востоку от станции Посольская. К юго-западу от посёлка находится Таракановский известняковый карьер.

## История
В 1950 году была произведена геологическая разведка известнякового месторождения, открытого местными жителями Данилом Прокопьевичем Таракановским и его сыном Аркадием. Карьер, получивший название Таракановского, введён в эксплуатацию в 1961 году. В 1963 году запущена дробильно-сортировочная фабрика. Тимлюйский цементный завод полностью перешёл на сырьё этого месторождения (до этого использовался известняк Еловского месторождения известняков).

## Население
| 2002 | 2010 |
| ---- | ---- |
| 234  | ↘159 |

## Инфраструктура
Фельдшерско-акушерский пункт.